# Matija Leonhart
Matija Leonhart (u spisima: Matthias Leonhart, također Lenhort, Lenhart, Lenhord, Lenhard i Lenard) (Beč, ? - Zagreb, 12. lipnja 1762.), zagrebački graditelj.
Od 1730. godine živi u Zagrebu, gdje djeluje kao na istaknuti domaći graditelj sredine 18. stoljeća. Po struci je bio zidarski majstor, ali je radio i projekte, obnove i statičke procjene. U Zagrebu je projektirao isusovački ljetnikovac blizu crkve sv. Franje Ksavera (1736. – 37., Naumovac 12), palaču Magdalenić-Drašković u Demetrovoj 7, kao i palaču Bužan u Opatičkoj 8 (obje 1754.). Palača Bužan bila bi njegovo najznačajnije djelo;  trokrilno zdanje s unutrašnjim dvorištem s arkadama, imala je naročito bogato, kameno klesano stubište sa skulpturama.
U Marija Gorici sagradio je crkvu i toranj (1753. – 1758.) uz franjevački samostan, a radio je i manje adaptacije u samostanu sv. Leonarda u Kotarima kraj Samobora. Njegova arhitektura ima obilježja razvijenog baroknog stila.
Bio je društveno angažiran kao gradski zastupnik i upravitelj gradske ubožnice. Godine 1741. osnovao je graditeljski ceh, kojemu su bili članovi lokalni zidari, klesari i tesari. 